# 西野絵美
西野 絵美（にしの えみ、1999年9月6日生）は、日本のAV女優。アトラクティブ所属。

## 略歴
2022年8月、プレミアムの専属女優としてAVデビュー。
2023年末公開の映画『変態の季節』出演をきっかけに、映画作品に助演女優として出演が増え、2024年6月26日、東京・池袋LiveinnROSA「楽演祭vol.31」にて、歌手として登壇。
2024年11月18日週FANZAレンタルフロアランキングにて、『僕の姉は地味で控えめですが、眼鏡を外すと、絶世の美女で我慢できず迫ったら素股からの生挿入で初中出しをさせてくれました。西野絵美』（ROYAL）が初登場7位、11月25日週の同ランキングで1位、12月2日週同ランキングでは2位を記録。またFANZAレンタルフロア2024年11月度月間AV女優ランキングにて7位、同年FANZAレンタルフロア12月度月間AV女優ランキングで5位を獲得した。同年12月には撮影のため、期間限定で黒ギャルスタイルとなる役作りを行い話題となった。

## 人物
東京都出身。趣味は美容、買い物。特技は開脚。演技面の評価が高く、AVライターの末吉みちおは「様々な役柄を演じ分けるスキルもナイス」と論じた。
小学生の頃にませた友達からエッチな話を聞いたり、友達同士で胸を見せ合ったり、ベッドの中で胸を揉んだり触ったりしていたが、パソコンでアニメの検索をした時に二次創作のエッチな画像を見つけたことが決定的な性への目覚めとなり、そういった画像でオナニーを頻繁にするようになった。
初体験は19歳の時で、相手は大学で再会した高校生の時に告白してふられた男の子。
自分を表現する仕事だったことと、美容が好きで自身の見た目を売りにする仕事に憧れがあり「全身を見られるから、全部綺麗になれる」と思えたことがAV出演のきっかけ。デビューしてからの特技は水鉄砲式の潮吹き。
デビュー前からAVを試聴しており、好きな女優として明日花キララ、抜ける女優として紗倉まなの名を挙げている。
デビュー時の設定では「元地方局のアナウンサー」とされていた。

## 作品
◎はBD版発売作品。

### アダルトDVD / BD
- 元地方局アナウンサー AVデビュー（8月16日、PREMIUM）◎
- 元地方局アナウンサー 敏感すぎるッ♡ 初体験づくし4本番（9月20日、PREMIUM）◎
- 「もうイッてるってばぁ!」 スレンダー女子アナが半泣きアクメでビックん!追撃おもらしピストン（11月15日、PREMIUM）

- 元地方局アナウンサー ちゅぱじゅぽッ!ほおばりド下品フェラチオ（2月21日、PREMIUM）
- ゴミ部屋キメセク輪姦レポート 悪臭オヤジに媚薬漬けでイカされ続けた女子アナウンサー（3月21日、PREMIUM）
- 生ピストンでビックビクチ○ポイキ! 元地方局アナウンサー生まれて初めての中出し解禁（4月18日、PREMIUM）
- トリプル痴女ナースハーレム 欲求不満な看護師の3点責めコンビネーションで何度も何度も中出しさせられる! 西野絵美 木下ひまり 波多野結衣（5月16日、PREMIUM）
- 跨り女上司ハーレム 婚約直前のボクを密着奪い合い、挟み撃ち中出しさせまくってくる2人… ひなたまりん 西野絵美（7月18日、PREMIUM）
- 夫不在の自宅エステサロンに性欲モンスター襲来! おじさんち●こでガチハメされ完堕ちした人妻エステティシャン（8月22日、ABC/妄想族）※「東山みえ」名義
- 中出し露天温泉 美白美肌くびれボイン超絶美人エロエロお姉さん（8月25日、ま○こ銀行）※「鈴木莉愛」名義
- 人妻の浮気心 西野絵美（9月5日、人妻援護会/エマニエル）
- 【同人AV】 逆バニーちゃん 003 港区の某高級ラウンジ勤務 巨乳美○女レイヤー テカテカオイルSEX 高速膣ボコ 壮絶潮噴き 雑魚アクメ連発（9月5日、ザー汁王子）
- 単身赴任先は田舎町… 隣に住む性欲過多なバツイチ美女の巨乳に惑わされボクは何度も中出ししまくった 西野絵美（9月12日、クリスタル映像）
- 明るく見えて意外とスケベ 神スタイル変態美人 S-Cuteデビュー！（9月19日、S-Cute）※「白石れいあ」名義
- いいなり美人妻 明るくて性格良しの美ボディ若妻 江莉27歳（9月22日、ま○こ銀行）※「江莉」名義
- 夫の目の前で犯されて ー恥辱のビデオレターー 西野絵美（10月3日、アタッカーズ）
- 彼氏に内緒で中出しするGカップOL中出しせふれ えみ (24)（10月12日、First Star）
- 中出し部屋呑みドキュメント 天然Gカップの完璧美女優 西野絵美（10月24日、パコパコ団とゆかいな仲間たち/妄想族）
- 捜査官、堕ちるまで… 淫辱の媚薬調教 西野絵美（11月7日、アタッカーズ）
- 親友の美人な奥さんを嫉妬心から監禁すると、見た目に反してまさかの経験人数一人。初心なカラダをじっくり絶倫チ●ポでセックス調教してやった。 西野絵美（12月5日、アタッカーズ）

- あなた、許して…。 濡れた再会 5 西野絵美（1月2日、アタッカーズ）
- 芸能界デビューした大学時代の後輩は、裏で緊縛メス奴隷をしている…。 西野絵美（2月6日、アタッカーズ）
- 大好きな先輩が結婚すると知り、深夜残業中ガマンできずにレイプしたら… 西野絵美（3月5日、アタッカーズ）
- お義父さんは私の事、どう思ってますか? 西野絵美（4月2日、アタッカーズ）
- 完全撮下ろし新作3タイトル収録 襲われた女 ある戦慄 the incident（4月2日、アタッカーズ）
- あなた、こうするしかなかったの… 西野絵美（5月7日、アタッカーズ）
- 夫には言えない妻の淫らな隠し事 トランプカードだけが知っている・・（5月7日、アタッカーズ）
- 貞操帯の女 34 西野絵美（7月2日、アタッカーズ）
- 息子の隣で借金妻が…（7月27日、MERCURY）
- 美ボディW巨乳露天温泉男喰い 西野絵美 有村のぞみ（8月9日、ま○こ銀行）
- 絶叫凌辱レイプ 強姦される人妻 愛する夫の身代わり性奴隷 西野絵美（8月13日、グローバルメディアアネックス）
- 他人を見下す高飛車バリキャリOLも虜にする 女性専用強制開発M性感エステレズ 西野絵美 水川潤（8月13日、ビビアン）
- 太陽みたいな彼女に困るほど溺愛される励まし & 慰め淫語同棲性活ASMR 西野絵美（8月22日、Materiall）
- 田舎に出戻った巨乳姉と近親相姦濃密性交 西野絵美（8月23日、TMA）
- ガチ中出し女優ちゃん 西野絵美（8月27日、First Star）
- 恥辱、陵辱、とびっこ装着・繁華街デート! 22 西野絵美（8月27日、セレブの友）
- 僕の姉は地味で控えめですが、眼鏡を外すと、絶世の美女で我慢できず迫ったら素股からの生挿入で初中出しをさせてくれました。 西野絵美（8月27日、ROYAL）
- 淫欲トランスコントロール ヒプノセラピーで潜在エロ欲求を引き出された人妻たち vol.2（9月3日、桃太郎映像出版）
- 帰国したフライト日はムラムラして僕の精液をサキュバスフェラで搾り取りに来る、国際線CAの従妹 西野絵美（9月12日、ChuChuGirl）
- 恥辱の家庭訪問 マゾ調教に孕ませ性交…素行不良生徒にハメられた巨乳美人教師 西野絵美（9月24日、オーロラプロジェクト・アネックス）
- イチャイチャ二人きり生ラブホお泊まり会 西野絵美（9月26日、月刊彼女）
- 巨乳でちょっぴりSな痴女義姉が誘惑してくる筆おろし近親相姦（9月27日、TMA）
- 俺好みの美乳人妻がジムにやってきてしまい、汗だくの透け乳スポブラおっぱいをがむしゃらに揉みしだいて中出し 西野絵美（10月15日、ミセスの素顔/エマニエル）
- ハデ顔でエロそうなお姉さんの卑猥な着衣SEX 西野絵美（10月22日、ミル）
- 新・不倫淫乱妻 あぁ～我慢できない! 疼くアソコ、止まらない性欲（10月22日、ながえSTYLE）
- どこでもおしっこ! 素人娘の大放尿25人 スロー再生でじっくり鑑賞できるマニア向け映像 10（10月22日、かぐや姫Pt/妄想族）
- 転勤で田舎に引っ越した僕は、下の階に住む奥さんに毎日誘惑されて何度も中出ししてしまった… 西野絵美（11月5日、BeFree）
- アナコンダ夜伽 変幻自在のアメーバ蛇舌で脳内ドロドロ極上快楽 明里ともか 西野絵美（11月5日、桃太郎映像出版）
- もの凄い爆乳騎乗位 + ゴッドハンド手コキ メンズエステ爆乳の人妻エステティシャンたちが、自分の欲求不満を満たすためにこっそりメンエスの客を食いものにする件 vol.3（11月5日、桃太郎映像出版）
- イケメンが人妻を部屋に連れ込んでSEXに持ち込む様子を盗み撮りしたDVD。015 ～強引にそのまま中出ししちゃいました～（11月5日、熟女JAPAN）
- おま●この形状まるわかり! 薄いパンツの上からマン汁ぬるぬる透けオナニー 13（11月19日、かぐや姫Pt/妄想族）
- 【3.1次元】AI巨乳キャバクラ嬢 愛羅（11月21日、ノースキンズ）※「愛羅」名義
- 人妻ナンパ 奥さん!! お暇ならショートタイム不倫しませんか?（11月22日、h.m.p）
- ノーハンドフェラは奴隷の証! 14 手を使わずにフェラチオする11人の素人娘（11月26日、かぐや姫Pt/妄想族）
- 夫の代わりに抱いてください ～セックスレス若妻を寝取るレズデリヘル嬢～ 西野絵美 黒木奈美（12月3日、U&K）
- 西野絵美 8時間 ATTACKERS THE BEST（12月3日、アタッカーズ）※単体ベスト
- SNSで見つけた巨乳美女と初めてエッチするためラブホに来たら… 想像以上の淫乱女で何度もイカせて何度も中出ししちゃいました えみ（12月10日、クリスタル映像）※「えみ」名義
- ち○ぽだらけ8番スタジオからの脱出 西野絵美（12月12日、ROCKET）[14]
- 素人妻ナンパ全員生中出し5時間セレブDX 96（12月15日、ロータス）
- 素人ナンパでセンズリ鑑賞 21 見るだけでいいんです! だからちょっと僕のチ●ポ見てもらえませんか?（12月17日、かぐや姫Pt/妄想族）
- 【3.1次元】AI神キャバ嬢アフター 最後の生枕 愛羅（12月26日、ノースキンズ）※「愛羅」名義、配信版は11月15日リリース。

- 婚約中の彼女が見知らぬ金持ちオヤジのセフレだったなんて…。 西野絵美（1月7日、BeFree）
- アナルのシワの数までハッキリわかる! ノーモザイク連続絶頂アナル見せオナニー 31（1月23日、アイエナジー）
- 常に乳首いじりメンズエステ 4（2月6日、アイエナジー）
- HYPER FETISH ハイレグいやらしクィーン 西野絵美（2月11日、デジタルアーク）
- 限界OLと家出少女 心の穴を埋めるように温もりを求めレズセックスに溺れていく濃密同棲生活 ゆめ莉りか 西野絵美（2月11日、ビビアン）
- 狂った倫理観! 義父と義兄による子作り大作戦! 西野絵美（2月16日、MAXING）
- オナサポ!! 女子○生 着衣で全裸で挑発的ダンス 12（2月18日、かぐや姫Pt/妄想族）
- 誰か来たらどうするの…? 狭いトイレで濃厚密着レズ愛撫（2月18日、U&K）
- ザ・和姦 20 犯された男に狂う妻（2月25日、ながえSTYLE）
- 貞操観念逆天!? 色欲に目覚めた巨乳団地妻 月野かすみ 黒木れいな 西野絵美（2月28日、TMA）
- セックスよりも気持ちいい ご主人様だけを見つめるご奉仕好きのメイド主観フェラチオ 撮りおろし15連発（3月4日、桃太郎映像出版）
- 洗脳セクサロイド化光線銃 松井日奈子 西野絵美 花撫あや（3月6日、ROCKET）
- SexyエロティカWバニー 巨乳で卑猥で大きめのお尻で男を狂わせる! 有村のぞみ 西野絵美（3月18日、ミル）
- 今日の授業は先生の膣を使います。西野絵美（3月20日、ChuChuGirl）
- 超絶丁寧に舐め上げ口内発射で搾り取る! THEごっくんフェラ（4月1日、MAX-A）
- 自撮り 見せ合い誘惑オナニー（4月15日、プリモ）
- 大っ嫌いな旦那の上司に犯○れ続けた7日間 夫婦夢のマイホームでNTR中出しルームツアー11発（4月22日、ABC/妄想族）※「東山みえ」名義
- 寝取らせ混浴露天風呂3名の巨乳美人妻の背徳温泉SEX（4月25日、ま○こ銀行）
- 精子好き女子のエロ活フェラ抜きマッチング 4（5月6日、MAX-A）
- マジックミラー号ハードボイルド ゆるふわ系カーディガンコーデJDが挑戦するごくぶっとディルドひっこ抜きゲーム! 床から生えた偽チ〇ポをキツマンで挟み下品すぎるガニ股で踏ん張りオーエス!（5月8日、サディスティックヴィレッジ）
- 配送ドライバーを自宅に引き込んで理解らせてヤリました。（5月9日、グーニーズ）
- 聡明インテリ人妻秘書 絶倫取締役の巨根奉仕で「性交」報酬いただいてます… 西野絵美（5月13日、JET映像）
- 丸の内で働く美脚OLの皆さん! 「童貞くんに直穿き黒パンスト素股でSEX教えてください!?」 パンスト越しに3cm挿入しちゃうほどガチガチ童貞チ●ポに膣キュン「私が初めてでもイイ?」 ビリっと破いて祝筆下ろし生挿入メモリアル中出し（5月13日、脱ぐのは恥だがペニス立つ）
- 熟女連れ込み! 他人棒と遊ぶ人妻 盗撮ドキュメントのすべて 54  美人で欲求不満なGカップ妻編 莉々さん・Gカップ・35歳・上司の勃起チ●ポに濡れる人妻 絵梨さん・Gカップ・32歳・欲求不満で他人棒にしゃぶりつく人妻（5月13日、熟女プライベート/熟女卍）
- エロコスファンタジー 美乳・パイパンRQに中出し激ピス、潮吹かせ! 西野絵美（5月20日、ミル）[12]
- 真面目な顔して敬語で診察→飲尿～中出し・精飲でしつこいくらいに捕精（ほせい）検査してくる泌尿器科の極淫痴女医4名（5月22日、FALENO TUBE）
- 一流百貨店に勤務する清楚で品格漂う美容部員さんが挑戦! 羞恥野球拳! 勝てば賞金GET! 負ければ即ズボ生ハメ生中出しSEX!（5月23日、赤面女子）
- 社員を誘惑する乳首ビンビンデカ尻秘書はやっぱり淫乱なドスケベ痴女 西野絵美（6月10日、WEEKENDER）
- 西野さんのパンスト脚がエロ過ぎて脳みそがとろけそう 西野絵美（6月17日、MEGAMI）
- 最強属性70 西野絵美（6月20日、最強属性）
- 風呂あがりの湯気に包まれた母の無防備なバスタオル姿にフル勃起～魅惑の裸体に引き寄せられる～ 西野絵美（6月24日、VENUS）
- パンストの誘惑 西野絵美（7月20日、プラネットプラス）
- スイートマッサージサロン 西野絵美with奈美 西野絵美 黒木奈美（7月30日、オルスタックソフト販売）
- 隣に引っ越してきたキレイなお姉さんが毎晩男を連れ込んでアンアン言わせてるアナル凸痴女でM男の僕はもう…。西野絵美（8月5日、M男パラダイス）
- ハメをハズしてハメまくり！クラブでナンパ キメセクモクモクガンギマリBitch 西野絵美 柊ゆうき（8月12日、AVS collector’s）

### アダルトVR
- 西野絵美 × 初VR × 天井特化 えちえちデカ尻ナースに騎乗位で犯●れたい（8月1日、kawaii*）
- 【8K VR】目を覚ますと、目の前にはスタイル抜群の美人な後輩…美形なルックスと巨乳で誘惑され一晩中ハメまくった逆NTR中出しセックス! 西野絵美（9月15日、unfinished）
- 【男性ホルモン増加療法】【性依存症対処療法】どんな症状にも的確な処置をおこなう美人看護師のスローメディカル（9月15日、	KMPVR-彩-）
- 巨乳でパイパン… 隣人はとんでもないポテンシャルを秘めたエロビッチ! ヤリたい時に現れて一発ヤったら去っていく… 隣のお姉さんの柔らか巨乳は今日も僕の指を求めてる 西野絵美（9月16日、CRYSTAL VR）
- カラダだけの関係の同僚と秘密の不倫温泉旅行（9月28日、unfinished）
- どこでも即ヌキされる主従関係 フェラ女帝の女上司に強性射精させられる夜 西野絵美（10月20日、KMPVR）
- ゲリラ豪雨で鍵を無くしてしまった、隣の綺麗なお姉さんにお風呂を貸してあげたら、勃起してるのを見透かされ「お礼に」と僕のチ○ポを何度もおっぱいと生ハメ生中で喰いまくる清楚系ビッチだった！ 絵美（10月26日、unfinished）

- 僕の事、全肯定してくれる超あまあまソープ嬢の元気をくれる極上BODYニュルニュルご奉仕SEX 西野絵美（1月12日、ワンズファクトリー）
- 泌尿器科の女医さんが僕の陰茎と精液をしつこいぐらい検査してくる。西野先生（9月16日、SODクリエイト）
- 終電逃した神乳Gカップの女友達が泥酔してドエロ全開で発情し何度も生チ〇ポを求める濃厚中出しセックス 西野絵美（10月16日、P-BOX VR）
- 出張で後輩が手配したホテルはラブホだった… 結婚したばかりの僕のチ●ポを狙う逆NTR痴女 西野絵美（11月4日、SODクリエイト）
- 催●アプリでやり放題 憧れの美人女社長は僕の性奴●（11月7日、unfinished）
- 誰もが羨む美人でスタイル抜群! おまけにGcupの自慢の妻なんだが僕のチ●ポが好きすぎて常にザーメン搾り取られる(悪)? 夢のような結婚性活 西野絵美（11月27日、P-BOX VR）
- パイズリ! 尻こき! フェラチオ! ノーモザオチ●ポ弄り! ディルドーイカセVR（11月27日、P-BOX VR）全8名
- 美女8人のケツ穴くぱぁ～を近距離ガン見VR 7（12月4日、P-BOX VR）全8名
- ぴっちりハイレグ食い込みオナニーVR（12月18日、P-BOX VR）全7名

- 風俗激戦区池袋にニューオープン!! うさぎは年中発情期?! 舐めて吸って揉みまくれ! 巨乳おっパブ専門店! 裏オプ黙認で推しパイ花びら回転! 抜きまくりヤリまくりの生本番!（1月31日、TMA）全6名
- 搾精巨乳団痴妻 ～性に飢えた肉食妻が蔓延る集合住宅～ 有岡みう 西野絵美 黒木れいな（4月8日、TMA）全3名

### アダルト配信
- 【えっやだぁ///】【自分でもびっくりするほど濡れるオマ○コ】久しぶりのセックスに極上のトロけ顔を披露する清楚系スレンダー美女! 【初撮り】ネットでAV応募→AV体験撮影 2012 ひかる 23歳 外車ディーラー（8月2日、シロウトTV）
- #978 Reia（8月4日、S-Cute）
- 【港区の完璧な女体、使い放題。】全身に行き届いた美意識を港区おじさんに捧げる美女…! 媚び力高くて超肉食なセックスでピストンが止まらない!! 手入れされた顔面からケツ穴までぐっちょぐちょに貪り尽くす!! りさ 銀座大手百貨店BA（8月8日、プレステージプレミアム）
- 西野真緒（8月10日、舞ワイフ）
- ＜中出し速報＞ NTR最高量の超超爆潮で脱水必至。閲覧注意の神回。肌の露出度が高いえっちな女の子を連れたカップルを新宿で発見、推定F乳ッ! モデルを口実に誘い出すと興味津々! 後日打ち合わせ時にAVだと伝えると一瞬ためらいの表情を見せるが、給与が良い事を知ると推しに貢ぎたいからと出演する事を決意。彼よりも今は推しへの愛が強いとかww 彼は全力で嫌がるが彼女の決意は変わる事は無く撮影日に… いざ撮影開始となると超★敏★感。超デカマラの男優に抱かれシティホテルに潮を大量に撒き散らしてしまう。そんな悪い子にはこちらからも膣内に精子を撒き散らさせてもらいますw ミリアさん (23) コンカフェ嬢（8月16日、NTR.net）
- そーにゃ（8月23日、ザー汁王子）
- 里帆 (orev056)（8月24日、俺の素人-Z-）
- そーにゃ 2（8月25日、ザー汁王子）
- れいあ (scute1410)（9月1日、S-Cute）
- 西野真緒（9月5日、舞ワイフ）
- えみり（9月19日、ホームエロ～ン）
- エリ (orev059)（9月20日、俺の素人-Z-）
- にしちゃん（9月22日、素人ホイホイ）
- ラグジュTV 1712 美海 26歳 モデル　人懐っこい笑顔が魅力的なお姉様…しかし脱がせれば見事なグラマラスボディ! 敏感な秘部を刺激され徐々に興奮は高まり、手マンやピストンの快楽に乱れイク!（9月22日、ラグジュTV）
- マジ軟派、初撮。 1967 かな 25歳 ファッション系の雑誌制作　クールなギャルかと思いきや…? 浅草で見つけた雑誌編集のおしゃれなお姉さんは二人っきりになると甘え上手に! ギャップにヤられて服を脱がすとこれまたエチチな極上ボディ! スタイル良くておっぱい大きくて尻キレイ! 感度も良くて楽しそうにSEXに興じるその姿、まさに死角なし!!（9月23日、ナンパTV）
- エミ（9月29日、素人ホイホイ）
- えみぽよ（10月13日、E & POP素人）
- 超絶美女がイラマで爆濡れ「酸素が仕事とお金になるなんてすごくないですか?」と謎の高濃度酸素グッズと入会を勧めてくるが…しつこく交渉ホテイン成功! 部屋に入るや否や壁ドンイラマ。「え?! 急になんですか?! カメラ?!」と抵抗してもガン無視で喉奥激攻めしてたら序盤から気絶状態にw服を剥ぎ取れば美巨乳! しかもマ●コ爆濡れじゃないですかww スタイル抜群のカラダを押さえつけデカ●ンガンピス！！声でカメラのことなど忘れて、激ハメとイラマのループで無限イキ地獄。「そこダメぇ…!」とアヘ顔でヨガりまくる中さんざんオナホ扱い。そのまま綺麗なご尊顔に精子大量にブッかけてやりましたw（10月28日、プレステージプレミアム）
- 色白巨乳の美人OL! 手入れの行き届いたえちえちボディを大量精子で汚すぬるぬる顔射セックス!!! 健康食品通販会社勤務 西野さん 入社2年目（11月1日、プレステージプレミアム）
- カナ（11月3日、素人ホイホイZ）
- E.N（11月4日、素人ホイホイLOVER）
- 成宮（11月5日、素人盗撮倶楽部）
- みえ (refuck047)（12月15日、Re:Fuck）

- えみちゃん (glp058)（4月2日、ギャルpay）
- ちーちゃん (hrmp006)（4月11日、平成浪漫ポルノ）
- えみ (beer007)（5月28日、とりあえずナマで!）
- エミ (himemix406)（7月27日、HimeMix）
- 【パイパン美女による抜きアリ脱毛サロン】脱毛の痛みをエッチな事でごまかしちゃうスケベ美女登場! 「勃起してるとかわいそう」と奉仕してくれるw感度抜群マ●コに生ハメ大量射精!!【PornGirl】【emi】（8月11日、街角シロウトナンパ）
- 個撮ナンパ＃極エロBODY美女モデル＃美乳Gカップ＃美くびれ＃極騎乗位＃なま中だし（8月16日、きゃっち）
- 浮気チ●ポを自宅に連れ込み堂々不倫SEXに明け暮れる美人妻! プールで開放的になった女神級G乳ビキニのドスケベボディに勃起不可避で生挿入→チ●コを咥え込み離さないパイパンマ●コが激しいピストンに感じすぎて旦那も使うソファや寝室でイキ潮連発の連続絶頂! 夫婦の愛の巣を潮と精子でビチョビチョに汚して生中&顔射2連発!【えみ / 26歳 / 結婚2年目】（8月19日、MOON FORCE WIFE）
- 淫欲トランスコントロール ヒプノセラピーで潜在エロ欲求を引き出されたGカップ人妻 えみ（26）（8月31日、桃太郎映像出版）
- えみ (hmdnc730)（9月4日、ハメドリネットワークSecondEdition）
- モラハラ被○若妻ちゃん27歳 束縛旦那に心をやられてSEXカウンセリング。超絶イケメンと愛のあるセックスで自分を取り戻す中出しSEX再生ドキュメント（9月5日、ハメドリネットワークSecondEdition）
- 【(えみちゃん)(19)・美巨乳スレンダーっていうﾏﾁﾞで神過ぎる超エロボディ美少女とエチエチSEX! 大好きなおじチ●ポには容赦なく喰らいついちゃって朝フェラごっくんも当たり前♪】《制服彼女とおじさん彼氏のえちらぶ記録》（9月5日、しろうとまんまん）
- モモ 個人撮影会（10月9日、素人ギャラリー）
- AI巨乳キャバクラ嬢 愛羅（10月18日、ノースキンズ）
- MIINA & RAMU (gasp003)（10月25日、GALちゃん。）
- もの凄い爆乳騎乗位＋ゴッドハンド手コキ メンズエステ爆乳の淫欲 人妻エステティシャンが、自分の欲求不満を満たすためにこっそりメンエスの客を食いものにする件 えみ（11月1日、桃太郎映像出版）
- AI神キャバ嬢アフター 最後の生枕 愛羅（11月15日、ノースキンズ）
- えみ (srt2017)（11月22日、しろうとがーる2）
- ビジュアル最強の超ドMビッチ、金持ち社長の依頼でまさかのAV出演ww局員とゲス不倫バレて港区パパ活女子に転身ヘンタイ紳士の肉便器 闇堕ち元お天気お姉さん エミリちゃん25歳（12月8日、あいすまん）
- 絵美 (ewdx516)（12月11日、E★人妻DX）
- アナルのシワの数までハッキリわかる！ノーモザイク連続絶頂アナル見せオナニー 西野絵美（12月12日、アイエナオナニー）
- 【スレンダー巨乳】【生ハメ・中出し懇願】大手企業に勤めながらエロい写真をイ●スタにUPしまくる最強美女OL降臨! 男はやっぱりお金とチ●ポの大きさでしょ!! デカ●ン好きの港区女子と生ハメ交尾! 敏感で美しい最上級ボディを隅々まで大堪能!! マン汁・ハメ潮でびちょびちょになりながら我を忘れてイキまくり!! マリナ 24歳 OL（12月19日、Jackson）
- 【立ちんぼ】推しの地下アイドルに貢ぐためにハメ撮り中出し￥G乳スレンダーの超上玉嬢【生中出し3万+2万】 生中3万（12月28日、ゲスヤミ）

- 【NTR】彼氏の眼前でハメ潮スプラッシュ!! 完璧巨乳カノジョが興奮を隠しきれない禁断寝取らせ SEX…!! 【妄想ちゃん。38人目 いろはさん】（1月7日、Jackson）
- えみ & あさみ (ginac006)（1月28日、いんすた）
- プリズン エミ (himemix412)（2月7日、HimeMix）
- クールビューティー痴女お姉さん。ベッドではハメ潮クイーン。…禁断の寝取りドキュメント!! 胸元と圧倒的スタイルand美貌を駆使して男を誘惑。ただならぬフェロモンを漂わせ、「彼女とシてないんでしょ? じゃあさ…」と囁かれ堪らず…。締まり極上のま●こに超ハメ潮で刺激的な中出しセックスにきっと虜になる。【NTRリバース】 るいちゃん 25歳 脱毛サロン店員（2月23日、プレステージプレミアム）
- SNSでナンパした美人人妻が、旦那以外の身体に興奮してドエロい本性さらけ出しちゃいました！ 西野絵美（3月16日、マキシング）
- かほ (orev117)（3月28日、俺の素人-Z-）
- 【永遠に止まらない大量潮吹き】顔よし! 身体よし! 完璧美女! インフルエンサーのえみちゃんを彼女としてレンタル! クール系と思いきやノリ良しで笑顔で楽しんでくれる姿が可愛いすぎ! ほぼ二人きりの温水プールで突然えみちゃんからのキスっ!? 本来禁止のホテルに連れ込み秘密の恋人セックス開幕ッ!! 「ゴムいらない、生がいいッ 普段はするんだけどねっ」まさかの今日だけ特別生ハメおねだり! そしてチ●ポ入れたら即ハメ潮ぶち撒けまくり! 「ああッだめだめっ出ちゃうッッ～～!」って永遠に止まらない爆潮に大興奮。【レンタルカノジョ】 えみちゃん 23歳 インフルエンサー（4月6日、プレステージプレミアム）
- えりりん (sssk009)（4月12日、収集家の会）
- 「これも検査なんですか！？」「はい！立派な検査です！」真面目な顔して敬語で診察～飲尿～中出し・精飲でしつこいくらいに捕精（ほせい）検査してくる泌尿器科の極淫痴女医＃01 西野医師（4月15日、FALENO TUBE）
- 隣の人妻撮って出す。パンパンに硬くて最高！性欲MAX（5月1日、金木犀）
- エリ (tttl031)（5月5日、素人げっちゅ）
- えみさん (nost045)（5月9日、ネオシロウト）
- 「やめて、、!!」 撮影中に体を許してしまったGカップグラドルに突撃ハメ撮り! 赤面しながらも容赦のない超絶テクに完堕ちする瞬間を収めた衝撃映像! 曽根ちな（5月9日、黒船）
- えみさん (orecz114)（5月11日、俺の素人-Z-）
- エミリ（5月14日、ハメドリネットワークSecondEdition）
- 出会いを求めてアプリでハメハメしちゃうおなはし！ 上の口でも下の口でも肉棒食べ放題ッ！3P中出し3発！！性欲ブッ放しッ！SUPER NANPA BROS in電脳の海 feat最高のボディラインa.k.a.オフパコガール（5月28日、はめちゃん。）
- Eちゃん（5月28日、やりまんch）
- えみ (orecz134)（6月3日、俺の素人-Z-）
- えりつん (gtwy007)（7月2日、パコなまゲートウェ～イ）
- EMI (orecz166)（7月4日、俺の素人-Z-）
- えみ (oremo402)（8月9日、俺の素人-Z-）

### イメージDVD / BD
2023年
- パイパンヌード 西野絵美（1月26日、スパイスビジュアル）◎
- ヴィーナス・テルメ 西野絵美（5月30日、オルスタックソフト販売）◎
- ひとりあそび 西野絵美（10月27日、オルスタックソフト販売）※限定版(DVD+BD-R)と通常版(DVD)でジャケットが異なる。

2025年
- スイートマッサージサロン 黒木奈美 with 絵美（4月28日、オルスタックソフト販売）※「絵美」名義
- 「やめて、、！！」撮影中に体を許してしまったGカップグラドルに突撃ハメ撮り！赤面しながらも容赦のない超絶テクに完堕ちする瞬間を収めた衝撃映像！（5月9日、黒船）※「曽根ちな」名義
- スイートマッサージサロン 西野絵美with奈美 西野絵美 黒木奈美（7月30日、オルスタックソフト販売）

### デジタル写真集
2023年
- パイパンヌード 西野絵美（4月22日、スパークビジョン、撮影：タイガー）

2024年
- 写真て… そゆこと? 笑 西野絵美（2月14日、サークルチェンジ）
- タメ口でいいよ 西野絵美（3月15日、サークルチェンジ、撮影：田畑竜三郎）
- 後輩お姉さん 西野絵美（4月15日、サークルチェンジ、撮影：田畑竜三郎）
- オトナの契約書 西野絵美（6月15日、サークルチェンジ、撮影：田畑竜三郎）
- でも好き… 西野絵美（7月16日、サークルチェンジ、撮影：田畑竜三郎）
- DokkiriQueen 西野絵美（8月15日、シーガル）
- 好きが止まらない 西野絵美（9月13日、シーガル、撮影：田畑竜三郎）
- DokkiriQueen 西野絵美 B（11月28日、シーガル）

## 出演・掲載

### テレビ
- 魚拓と成瀬のツキとスッポンぽん #438,#439（2023年3月12日,26日、パチ・スロ サイトセブンTV）[15][16]

### 映画
- 変態の季節（2023年12月1日、オーピー映画、監督：東盛直道[17][18]）- モモ 役[19]
  - 変態の季節 恍惚のいぶき（2024年3月29日、オーピー映画、監督：東盛直道）※上記作品のR-18+版[20]。
- 異常性欲の夜 うごめく肉唇（2024年8月2日、オーピー映画、監督：山内大輔）- 工藤真波 役[21]
  - 告知事項アリ（2024年12月4日、OP PICTURES、監督：山内大輔）※上記作品のR15+版[22]。
- 漁師の嫁 天然巨乳快楽漬け（2024年11月1日、オーピー映画、監督：山内大輔）- カナ 役
  - 人妻人魚（2024年12月8日、OP PICTURES、監督：山内大輔）※上記作品のR15+版。

### ウェブドラマ
- 嬢王vs夜王 甘美なる夜の遊戯（2025年7月10日、ネクスタシーEX、シネマファスト、監督：山内大輔）[23]

### 音楽イベント
- Live from Grapefruit Moon -月で逢いましょう- #62 ニューカマースペシャル（2022年12月19日、東京・三軒茶屋グレープフルーツムーン）[24]
- 楽演祭 vol.31（2024年6月26日、東京・東京・池袋 Live inn ROSA）[5]
- 楽演祭 vol.33（2024年10月30日、東京・池袋 Live inn ROSA）[25]
- 楽演祭 vol.36 ～GW SP～（2025年4月30日、東京・池袋 Live inn ROSA）[26]

### イベント
- アニクラTMA13 ～渋谷のウサギの庭に集まれバニー!!～（2024年11月2日、渋谷 CLUB CAMELOT）※クラブイベント。撮影タイムのモデルとテキーラガールとして参加[27]。

### 雑誌
- 月刊FANZA 2023年1月号（ジーオーティー） - インタビュー「HATSUMONO!」
- EX MAX! SPECIAL VOL.170 2023年3月号（文友舎） - グラビア「人妻官能劇場」
- 週刊実話 2023年4月6日号（日本ジャーナル出版） - 袋とじ「AV“新乳生”21名 春のおっぱい祭り」

### 新聞
- 東京スポーツ（2022年12月9日） - インタビュー「現場主義!神楽坂文人のAV女優根掘り葉掘り」[28]